# Palazzo Tremestieri
Il Palazzo Tremestieri è un palazzo situato nella città di Catania, in via Antonino di Sangiuliano.

## Storia
Il palazzo, di proprietà dell'antica famiglia Rizzari, i cui membri detenevano il titolo di Duca di Tremestieri, è intitolato al suddetto ducato.

## Architettura
Il palazzo è in stile barocco, è sia situato in una zona precedentemente occupata da edifici greci e romani, probabilmente di rilievo pubblico. Sono stati ritrovate strutture marmo, pavimenti in mosaico, statue e colonne.